# الطيب غافس
محمد الطيب غافس (بالفرنسية: Taieb Ghafes)‏ مواليد 23 ديسمبر 1940 في تويسيت، المغرب، هو سياسي مغربي من حزب التجمع الوطني للأحرار. شغل منصب وزير الصيد البحري في حكومة ادريس جطو.

## التعليم
حصل الطيب غافس على الباكالوريا عام 1959 والإجازة في العلوم الإقتصادية سنة 1962، ثم درس في جامعة السوربون حيث حصل من هذه الأخيرة على شهادة في التعليم العالي للعلوم الاقتصادية سنة 1965، ودكتوراة الدولة في نفس الاختصاص سنة 1969 بميزة جيد جدا، كما أنه حاز على شهادة عليا من المعهد التقني للأبناك بباريس عام 1971.

## الحياة المهنية
تولى غافس مهمة متعاون تقني في الصندوق المركزي للتعاون الاقتصادي. وفي الفترة ما بين 1977 و1989 تقلد منصب مدير عام لشركة البنك والقرض بالدار البيضاء. كما شغل كلاً من منصب رئيس المركز الدولي للتكوين في المهن البنكية ورئيس المعهد التقني للأبناك للمغرب وأفريقيا ورئيس معهد الدراسات العليا البنكية والمالية. وهو أيضا رئيس الجماعة القروية لراس عصفور بإقليم جرادة منذ 1996.

## مؤلفاته
للطيب غافس العديد من المؤلفات في مجال الاقتصاد في المغرب منها:
- 2002: أي مكانة للاقتصاد المغربي في فجر الألفية الثالثة.
- 1986: المديونية الدولية .. مشكل شائك.